# G1 Climax
Il G1 Climax è un torneo organizzato annualmente dalla federazione giapponese della New Japan Pro-Wrestling durante l'estate.

## Storia
La New Japan Pro-Wrestling ha organizzato un torneo annuale fin dal 1975, anche se con nomi diversi, e molte di queste edizioni hanno visto la vittoria di Antonio Inoki.
Nel 1991 la NJPW ha promosso il G1 Climax come competizione tramite la quale mettere in mostra i lottatori più importanti a sua disposizione, peraltro adottando lo stesso formato utilizzato oggi; sebbene considerato una continuazione dei tornei precedenti, la federazione riconosce quella del 1991 come la prima vera edizione del torneo.

## Formato
Sebbene in alcune occasioni il G1 Climax sia stato realizzato come un torneo ad eliminazione diretta, il formato attuale prevede che i partecipanti vengano suddivisi in due gironi da dieci lottatori ciascuno e affrontino, uno alla volta, tutti i membri del proprio raggruppamento; per la vittoria vengono assegnati due punti, per il pareggio uno e per la sconfitta zero. I lottatori dei due gironi con il punteggio più alto si affrontano poi nella finalissima, che permette al vincitore di guadagnare un'opportunità titolata per l'IWGP World Heavyweight Championship a Wrestle Kingdom, l'evento più importante della NJPW.
Ogni anno il vincitore del torneo viene chiamato a difendere la sua opportunità titolata. Nel corso della sua storia solo Kōta Ibushi nel 2020 ha perso il diritto di sfidare il campione, contro Jay White, riuscendo però a sconfiggere Tetsuya Naito nel corso della prima serata di Wrestle Kingdom 15 così da presentarsi come difendente del titolo nella seconda.

## Albo d'oro

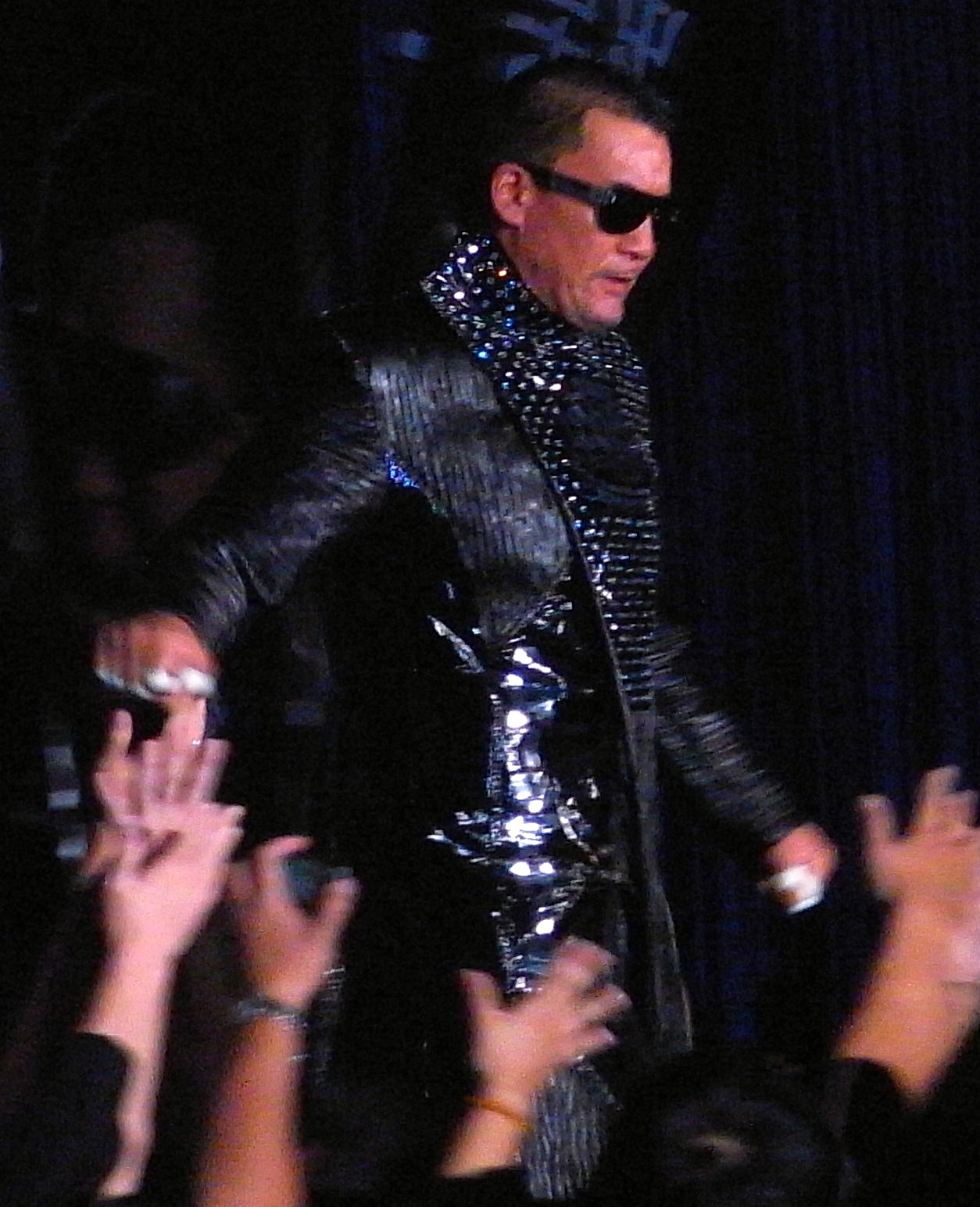
Masahiro Chono, vincitore del G1 per 5 volte.

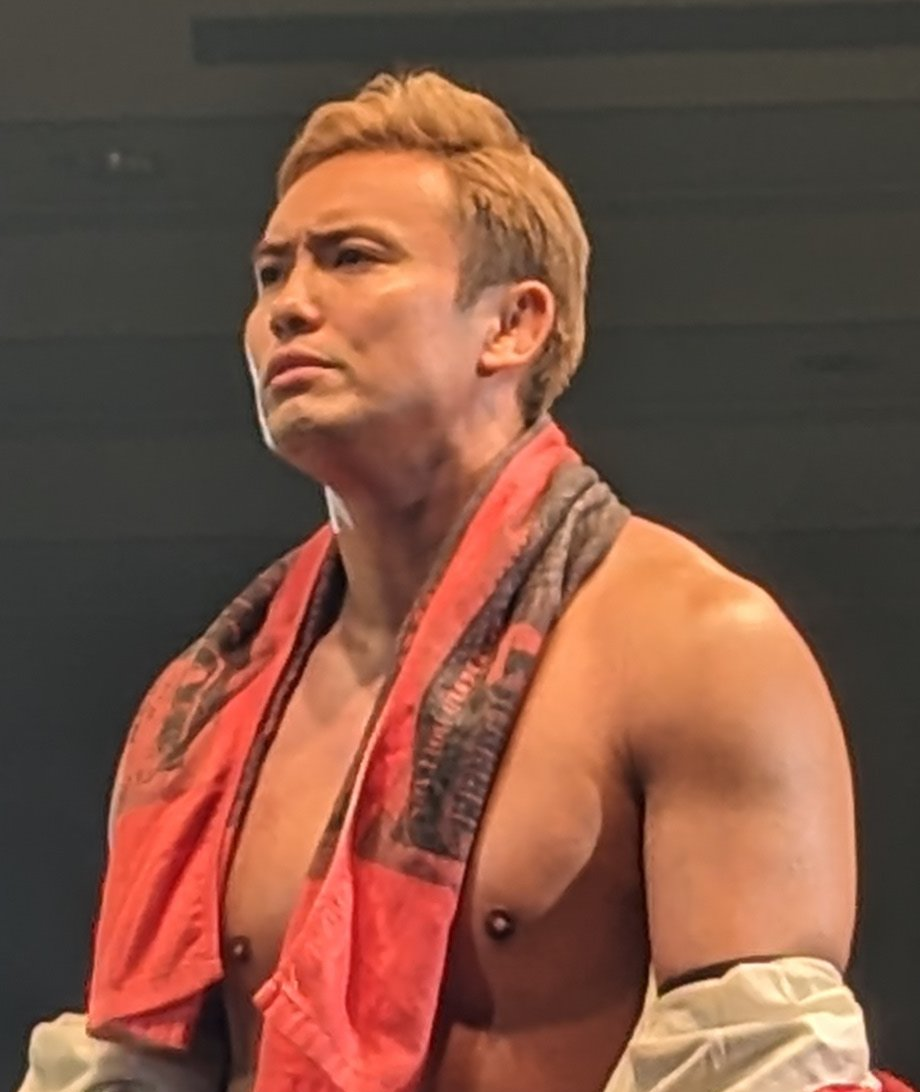
Kazuchika Okada, vincitore per 4 volte, di cui 2 consecutive.

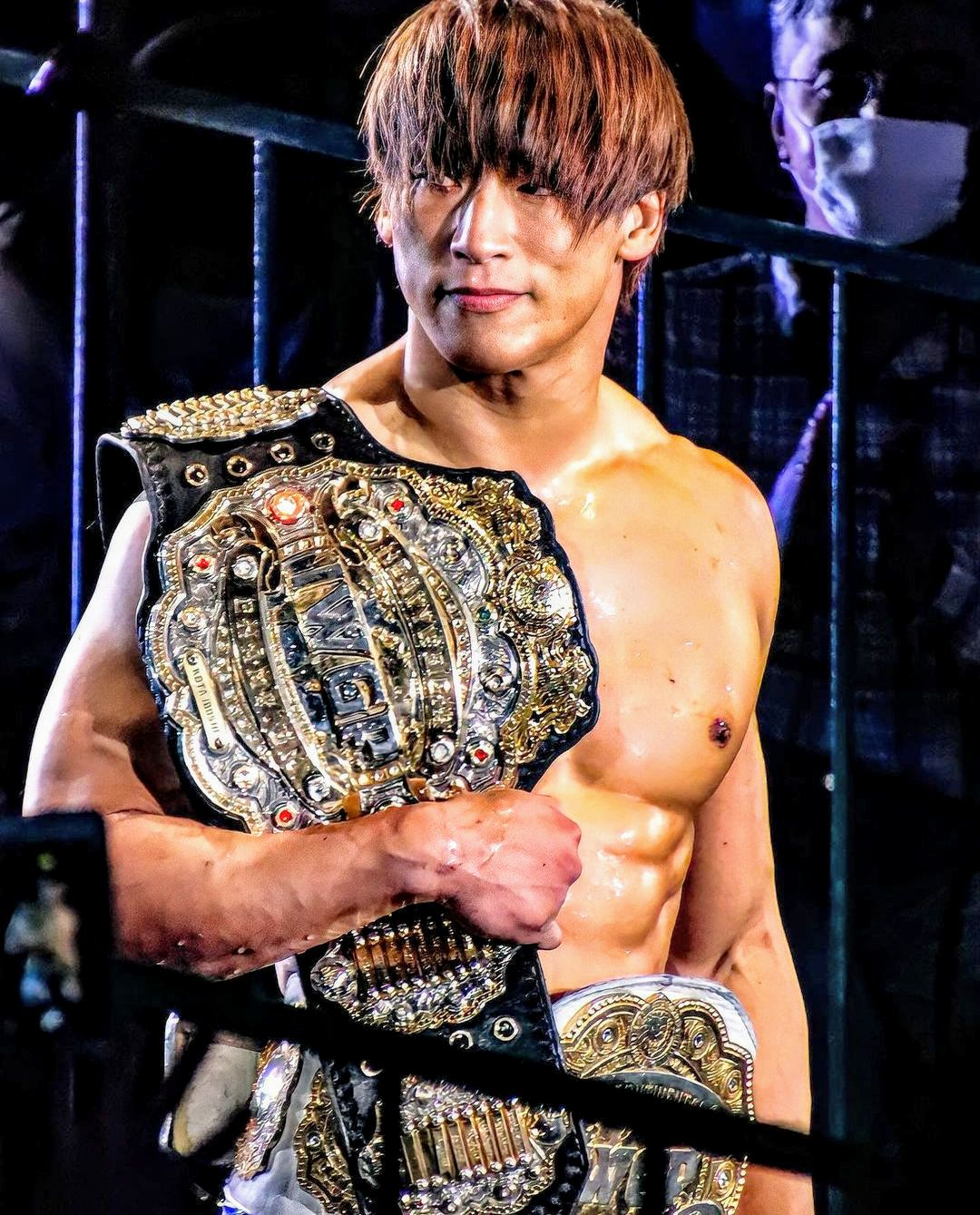
Kōta Ibushi è apparso in 4 finali consecutive del G1, vincendo per 2 volte.

### Edizioni
| Anno            | Date                         | Vincitore              | Finalista          |
| --------------- | ---------------------------- | ---------------------- | ------------------ |
| 1991 (Dettagli) | 7 agosto–11 agosto 1991      | Masahiro Chono         | Keiji Muto         |
| 1992 (Dettagli) | 6 agosto–12 agosto 1992      | Masahiro Chono (2°)    | Rick Rude          |
| 1993 (Dettagli) | 3 agosto–7 agosto 1993       | Tatsumi Fujinami       | Hiroshi Hase       |
| 1994 (Dettagli) | 3 agosto–7 agosto 1994       | Masahiro Chono (3°)    | Kensuke Sasaki     |
| 1995 (Dettagli) | 11 agosto–15 agosto 1995     | Keiji Muto             | Shinya Hashimoto   |
| 1996 (Dettagli) | 2 agosto–6 agosto 1996       | Riki Choshu            | Masahiro Chono     |
| 1997 (Dettagli) | 1º agosto–3 agosto 1997      | Kensuke Sasaki         | Hiroyoshi Tenzan   |
| 1998 (Dettagli) | 31 luglio–2 agosto 1998      | Shinya Hashimoto       | Kazuo Yamazaki     |
| 1999 (Dettagli) | 10 agosto–15 agosto 1999     | Manabu Nakanishi       | Keiji Muto         |
| 2000 (Dettagli) | 7 agosto–13 agosto 2000      | Kensuke Sasaki (2°)    | Manabu Nakanishi   |
| 2001 (Dettagli) | 4 agosto–12 agosto 2001      | Yūji Nagata            | Keiji Muto         |
| 2002 (Dettagli) | 3 agosto–11 agosto 2002      | Masahiro Chono (4°)    | Yoshihiro Takayama |
| 2003 (Dettagli) | 10 agosto–17 agosto 2003     | Hiroyoshi Tenzan       | Jun Akiyama        |
| 2004 (Dettagli) | 7 agosto–15 agosto 2004      | Hiroyoshi Tenzan (2°)  | Hiroshi Tanahashi  |
| 2005 (Dettagli) | 4 agosto–14 agosto 2005      | Masahiro Chono (5°)    | Kazuyuki Fujita    |
| 2006 (Dettagli) | 6 agosto–13 agosto 2006      | Hiroyoshi Tenzan (3°)  | Satoshi Kojima     |
| 2007 (Dettagli) | 5 agosto–12 agosto 2007      | Hiroshi Tanahashi      | Yūji Nagata        |
| 2008 (Dettagli) | 9 agosto–17 agosto 2008      | Hirooki Goto           | Togi Makabe        |
| 2009 (Dettagli) | 7 agosto–16 agosto 2009      | Togi Makabe            | Shinsuke Nakamura  |
| 2010 (Dettagli) | 6 agosto–15 agosto 2010      | Satoshi Kojima         | Hiroshi Tanahashi  |
| 2011 (Dettagli) | 1º agosto–14 agosto 2011     | Shinsuke Nakamura      | Tetsuya Naito      |
| 2012 (Dettagli) | 1º agosto–12 agosto 2012     | Kazuchika Okada        | Karl Anderson      |
| 2013 (Dettagli) | 1º agosto–11 agosto 2013     | Tetsuya Naito          | Hiroshi Tanahashi  |
| 2014 (Dettagli) | 21 luglio–10 agosto 2014     | Kazuchika Okada (2°)   | Shinsuke Nakamura  |
| 2015 (Dettagli) | 20 luglio–16 agosto 2015     | Hiroshi Tanahashi (2°) | Shinsuke Nakamura  |
| 2016 (Dettagli) | 18 luglio–14 agosto 2016     | Kenny Omega            | Hirooki Goto       |
| 2017 (Dettagli) | 17 luglio–13 agosto 2017     | Tetsuya Naito (2°)     | Kenny Omega        |
| 2018 (Dettagli) | 14 luglio–12 agosto 2018     | Hiroshi Tanahashi (3°) | Kōta Ibushi        |
| 2019 (Dettagli) | 6 luglio–12 agosto 2019      | Kōta Ibushi            | Jay White          |
| 2020 (Dettagli) | 19 settembre–19 ottobre 2020 | Kōta Ibushi (2°)       | Sanada             |
| 2021 (Dettagli) | 18 settembre–21 ottobre 2021 | Kazuchika Okada (3°)   | Kōta Ibushi        |
| 2022 (Dettagli) | 16 luglio–18 agosto 2022     | Kazuchika Okada (4°)   | Will Ospreay       |
| 2023 (Dettagli) | 15 luglio–13 agosto 2023     | Tetsuya Naito (3°)     | Kazuchika Okada    |
| 2024 (Dettagli) | 20 luglio–18 agosto 2024     | Zack Sabre Jr.         | Yota Tsuji         |
| 2025 (Dettagli) | 19 luglio–17 agosto 2025     | Konosuke Takeshita     | EVIL               |

### Vittorie
| #  | Lottatore         | Vittorie | Anni                         |
| -- | ----------------- | -------- | ---------------------------- |
| 1° | Masahiro Chono    | 5        | 1991, 1992, 1994, 2002, 2005 |
| 2° | Kazuchika Okada   | 4        | 2012, 2014, 2021, 2022       |
| 3° | Tetsuya Naito     | 3        | 2013, 2017, 2023             |
| 3° | Hiroshi Tanahashi | 3        | 2007, 2015, 2018             |
| 3° | Hiroyoshi Tenzan  | 3        | 2003, 2004, 2006             |
| 4° | Kōta Ibushi       | 2        | 2019, 2020                   |
| 4° | Kensuke Sasaki    | 2        | 1997, 2000                   |

### Difese
| Anno | Vincitore         | Difese                             | Esito |
| ---- | ----------------- | ---------------------------------- | --- |
| 2012 | Kazuchika Okada   | Karl Anderson Hirooki Goto         | Sconfitto da Hiroshi Tanahashi a Wrestle Kingdom 7 per l'IWGP Heavyweight Championship                                 |
| 2013 | Tetsuya Naito     | Masato Tanaka (2) Yujiro Takahashi | Sconfitto da Kazuchika Okada a Wrestle Kingdom 8 per l'IWGP Heavyweight Championship                                   |
| 2014 | Kazuchika Okada   | Karl Anderson Tetsuya Naito        | Sconfitto da Hiroshi Tanahashi a Wrestle Kingdom 9 per l'IWGP Heavyweight Championship                                 |
| 2015 | Hiroshi Tanahashi | Bad Luck Fale Tetsuya Naito        | Sconfitto da Kazuchika Okada a Wrestle Kingdom 10 per l'IWGP Heavyweight Championship                                  |
| 2016 | Kenny Omega       | Yoshi-Hashi Hirooki Goto           | Sconfitto da Kazuchika Okada a Wrestle Kingdom 11 per l'IWGP Heavyweight Championship                                  |
| 2017 | Tetsuya Naito     | Tomohiro Ishii                     | Sconfitto da Kazuchika Okada a Wrestle Kingdom 12 per l'IWGP Heavyweight Championship                                  |
| 2018 | Hiroshi Tanahashi | Kazuchika Okada Jay White          | Sconfigge Kenny Omega a Wrestle Kingdom 13 e vince l'IWGP Heavyweight Championship                                     |
| 2019 | Kōta Ibushi       | Kenta Evil                         | Sconfitto da Kazuchika Okada a Wrestle Kingdom 14 per l'IWGP Heavyweight Championship                                  |
| 2020 | Kota Ibushi       |                                    | Perde il diritto di sfidare il campione contro Jay White a Power Struggle                                              |
| 2020 | Jay White         |                                    | Sconfitto da Kōta Ibushi a Wrestle Kingdom 15 per l'IWGP Heavyweight Championship e IWGP Intercontinental Championship |
| 2021 | Kazuchika Okada   | Tama Tonga                         | Sconfigge Shingo Takagi a Wrestle Kingdom 16 e vince l'IWGP World Heavyweight Championship                             |
| 2022 | Kazuchika Okada   |                                    | Sconfigge Jay White a Wrestle Kingdom 17 e vince l'IWGP World Heavyweight Championship                                 |
| 2023 | Tetsuya Naito     | Jeff Cobb                          | Sconfigge Sanada a Wrestle Kingdom 18 e vince l'IWGP World Heavyweight Championship                                    |
| 2024 | Zack Sabre Jr.    |                                    | Sconfigge Tetsuya Naito per l'IWGP World Heavyweight Championship a King of Pro-Wrestling                              |